# بايام صادغيان شرفاباد
بايام صادغيان شرفاباد (29 فبراير 1992 بتبريز في إيران - ) هو لاعب كرة قدم إيراني في مركز الهجوم. شارك مع منتخب إيران تحت 17 سنة لكرة القدم ومنتخب إيران تحت 20 سنة لكرة القدم ومنتخب إيران تحت 23 سنة لكرة القدم ومنتخب إيران لكرة القدم. أما مع النوادي، فقد لعب مع نادي برسبوليس ونادي ذوب آهن أصفهان ونادي صبا قم ونادي نفط طهران.

## وصلات خارجية
- بايام صادغيان شرفاباد على موقع قاعدة بيانات كرة القدم.إي يو (الإنجليزية)
- بايام صادغيان شرفاباد على موقع ناشيونال فوتبول تيمز (الإنجليزية)
- بايام صادغيان شرفاباد على موقع Soccerway.com (الإنجليزية)